# District de Saint-Hippolyte (Doubs)
Pour les articles homonymes, voir District de Saint-Hippolyte.
Le district de Saint-Hippolyte est une ancienne division territoriale française du département du Doubs de 1790 à 1795.
Il était composé des cantons de Saint Hipolite, Blamont, Indeviller, Maiche, Mathay, Pont-de-Roide-Vermondans, Russey et Vaucluse.